# 歌川芳広
歌川 芳広（うたがわ よしひろ、生没年不詳）とは、江戸時代の浮世絵師。

## 来歴
歌川豊広の門人。歌川の画姓を称し蘭香斎と号す。享和3年（1803年）の書画会の摺物に、他の豊広の門人たちとともに芳広の名がある。作は肉筆画が2点知られ、いずれも文化頃のものとされる。

## 作品
- 「九美人図」　絹本着色　東京国立博物館所蔵　※「蘭香斎芳廣画」の落款、「芳廣之印」の白文方印あり。鳥文斎栄之筆「円窓九美人図」（MOA美術館所蔵）の図様を模したもの。
- 「桟橋美人図」（船着場の美人図）　絹本著色1幅　71x26.5cm　ギッター・コレクション　※文化期、款記「歌川芳廣画」/「芳廣之印」白文方印。麻布美術工芸館旧蔵